# 2012-es WTA Tour Championships
A 2012-es WTA Tour Championships (más néven világbajnokság) női tenisztornát Isztambulban rendezték meg 2012. október 23. és 28. között. A versenyen az egyéni világranglista első nyolc helyezettje, valamint a szezon négy legeredményesebb párosa vehetett részt, 2012-ben a negyvenkettedik, illetve (párosoknál) a harminchetedik alkalommal. A mérkőzéseket kemény borítású fedett pályákon játszották.

## Lebonyolítás
Az egyéni verseny nyolc résztvevőjét két négyes csoportra osztották (A és B), amelyekben mindenki játszott mindenkivel (kivéve a tartalékot). A csoportok első két helyezettje jutott tovább, s az elődöntőben küzdöttek meg a fináléba kerülésért (a csoportelsők a másik csoport másodikjával mérkőztek meg). A párosok versenye egyből az elődöntőkkel kezdődött, a két győztes játszotta a döntőt.

## Csoportsorrend
A játékosok helyezését a csoportban a következő tényezők határozták meg, a felsorolás szerinti sorrendben:
1. Több győzelem
2. Több játszott mérkőzés vagy
3. Egymás elleni eredmény, illetve hármas körbeverés esetén

- a. ha az egyik játékos háromnál kevesebb mérkőzést játszott, automatikusan kiesik, s a másik két játékos között az egymás elleni eredmény dönt
- b. több nyert játszma
- c. több nyert játék

## Döntők

### Egyéni
Serena Williams –  Marija Sarapova 6–4, 6–3

### Páros
Marija Kirilenko /  Nagyja Petrova –  Andrea Hlaváčková /  Lucie Hradecká 6–1, 6–4

## Ranglistapontok és pénzdíjazás
A torna teljes összdíjazása 4 900 000 amerikai dollár volt.
| Eredmény                | Egyéni                               | Pontok 1              | Páros     | Pontok |
| ----------------------- | ------------------------------------ | --------------------- | --------- | ------ |
| Győzelem                | CS2 + 1 295 000 $ (max. 1 750 000 $) | CS2 + 810 (max. 1500) | 375 000 $ | 1500   |
| Döntő                   | CS2 + 435 000 $ (max. 890 000 $)     | CS2 + 360 (max. 1050) | 187 500 $ | 1050   |
| Elődöntő                | CS2 + 35 000 $ (max. 485 000 $)      | CS2 (max. 690)        | 93 750 $  | 690    |
| Csoportkör (3 győzelem) | 455 000 $                            | 690                   | –         | –      |
| Csoportkör (2 győzelem) | 340 000 $                            | 530                   | –         | –      |
| Csoportkör (1 győzelem) | 225 000 $                            | 370                   | –         | –      |
| Csoportkör (0 győzelem) | 110 000 $                            | 210                   | –         | –      |
| Tartalék                | 50 000 $                             | –                     | –         | –      |

- 1 minden lejátszott csoportmérkőzésért automatikusan járt 70 pont, a győzelemért további 160.[2]
- 2 CS: a csoportkörben megszerzett pénzdíj, illetve ranglistapont.